# Süd Autobahn
Niektóre z zamieszczonych tu informacji od 2014-12 wymagają weryfikacji.
Dokładniejsze informacje o tym, co należy poprawić, być może znajdują się w dyskusji tego artykułu.
 Po wyeliminowaniu niedoskonałości należy usunąć szablon [[Szablon:Dopracować|]] z tego artykułu.
Autostrada A2 (niem. Autobahn A2), także Süd Autobahn (pol. autostrada południowa) – najdłuższa autostrada w Austrii. 
Autostrada A2 jest jedną z głównych autostrad w Austrii. Autostrada prowadzi z Wiednia przez Graz, Klagenfurt i Villach do granicy włoskiej. Jej przedłużeniem jest włoska A23. Drogi te tworzą jeden z ważniejszych szlaków komunikacyjnych przecinających Alpy.
W okolicach Wiednia autostrada posiada cztery pasy ruchu w każdą stronę, zaś między węzłami Guntramsdorf i Seebenstein – po trzy pasy ruchu.

## Trasy europejskie

### Dawne
Do połowy lat 80. na odcinku Klagenfurt – Villach trasa znajdowała się w ciągu arterii międzynarodowej E7.

### Obecne
Między węzłami Sinabelkirchen i Villach autostrada biegnie wspólnie z trasą europejską E66, zaś między węzłem Salzburg a granicą Włoch jej przebieg pokrywa się z trasą europejską E55.